# 156 (število)
156 (stó šéstinpétdeset) je naravno število, za katero velja 156 = 100 + 50 + 6 = 157 - 1.

## V matematiki
- podolžno število
- Harshadovo število
- Zumkellerjevo število.